# Galatasaray Spor Kulübü 2022-2023
Questa voce raccoglie le informazioni riguardanti il Galatasaray Spor Kulübü nelle competizioni ufficiali della stagione 2022-2023.

## Maglie e sponsor
| Casa | Trasferta | Terza maglia |

Per la stagione 2022-2023 lo sponsor tecnico del Galatasaray è Nike, mentre lo sponsor ufficiale è Sixt.

## Rosa
Rosa aggiornata al 28 aprile 2023. 
 In corsivo i calciatori ceduti durante la stagione in corso 
| N. |                        | Ruolo | Calciatore                  |
| -- | ---------------------- | ----- | --------------------------- |
| 1  | Uruguay (bandiera)     | P     | Fernando Muslera (capitano) |
| 2  | Francia (bandiera)     | D     | Léo Dubois                  |
| 3  | Paesi Bassi (bandiera) | D     | Patrick van Aanholt         |
| 4  | Danimarca (bandiera)   | D     | Mathias Ross                |
| 5  | Uruguay (bandiera)     | C     | Lucas Torreira              |
| 6  | Norvegia (bandiera)    | D     | Fredrik Midtsjø             |
| 7  | Turchia (bandiera)     | A     | Kerem Aktürkoğlu            |
| 8  | Turchia (bandiera)     | C     | Taylan Antalyalı            |
| 9  | Svizzera (bandiera)    | A     | Haris Seferović             |
| 10 | Belgio (bandiera)      | A     | Dries Mertens               |
| 11 | Turchia (bandiera)     | A     | Yunus Akgün                 |
| 13 | Turchia (bandiera)     | P     | Emre Taşdemir               |
| 14 | Norvegia (bandiera)    | D     | Omar Elabdellaoui           |
| 17 | Italia (bandiera)      | A     | Nicolò Zaniolo              |
| 18 | Francia (bandiera)     | A     | Bafetimbi Gomis             |
| 19 | Turchia (bandiera)     | C     | Ömer Bayram                 |
| 22 | Turchia (bandiera)     | C     | Berkan Kutlu                |
| 23 | Turchia (bandiera)     | C     | Emre Akbaba                 |
| 23 | Turchia (bandiera)     | D     | Kaan Ayhan                  |

| N. |                         | Ruolo | Calciatore          |
| -- | ----------------------- | ----- | ------------------- |
| 25 | Danimarca (bandiera)    | D     | Victor Nelsson      |
| 26 | Kosovo (bandiera)       | A     | Milot Rashica       |
| 27 | Portogallo (bandiera)   | C     | Sérgio Oliveira     |
| 28 | RD del Congo (bandiera) | D     | Christian Luyindama |
| 30 | Austria (bandiera)      | A     | Yusuf Demir         |
| 32 | Canada (bandiera)       | D     | Sam Adekugbe        |
| 33 | Romania (bandiera)      | C     | Alexandru Cicâldău  |
| 34 | Turchia (bandiera)      | P     | Okan Kocuk          |
| 40 | Turchia (bandiera)      | D     | Emin Bayram         |
| 42 | Turchia (bandiera)      | D     | Abdülkerim Bardakcı |
| 50 | Turchia (bandiera)      | P     | Jankat Yılmaz       |
| 53 | Turchia (bandiera)      | C     | Barış Alper Yılmaz  |
| 54 | Turchia (bandiera)      | C     | Emre Kılınç         |
| 63 | Turchia (bandiera)      | C     | Özgür Baran Aksaka  |
| 64 | Spagna (bandiera)       | C     | Juan Mata           |
| 81 | Turchia (bandiera)      | C     | Hamza Akman         |
| 88 | Turchia (bandiera)      | D     | Kazımcan Karataş    |
| 90 | Turchia (bandiera)      | D     | Metehan Baltacı     |
| 93 | Francia (bandiera)      | D     | Sacha Boey          |
| 99 | Argentina (bandiera)    | A     | Mauro Icardi        |

## Calciomercato

### Sessione estiva
| Acquisti | Acquisti            | Acquisti            | Acquisti                    |
| R.       | Nome                | da                  | Modalità                    |
| -------- | ------------------- | ------------------- | --------------------------- |
| C        | Lucas Torreira      | Arsenal             | definitivo (6 milioni €)    |
| A        | Yusuf Demir         | Rapid Vienna        | definitivo (6 milioni €)    |
| A        | Mostafa Mohamed     | Zamalek             | definitivo (3,85 milioni €) |
| D        | Fredrik Midtsjø     | AZ Alkmaar          | definitivo (3,5 milioni €)  |
| D        | Sérgio Oliveira     | Porto               | definitivo (3 milioni €)    |
| D        | Abdülkerim Bardakcı | Konyaspor           | definitivo (2,8 milioni €)  |
| D        | Léo Dubois          | Olympique Lione     | definitivo (2,5 milioni €)  |
| D        | Mathias Ross        | Aalborg             | definitivo (1,7 milioni €)  |
| D        | Kazımcan Karataş    | Altay               | definitivo (1,14 milioni €) |
| A        | Haris Seferović     | Benfica             | prestito (1 milioni €)      |
| A        | Dries Mertens       | Napoli              | gratuito                    |
| C        | Juan Mata           | Manchester Utd      | gratuito                    |
| A        | Mauro Icardi        | Paris Saint-Germain | prestito                    |
| D        | Milot Rashica       | Norwich City        | prestito                    |
| D        | Mathias Ross        | Aalborg             | definitivo (1,7 milioni €)  |

| Cessioni | Cessioni             | Cessioni              | Cessioni                  |
| R.       | Nome                 | a                     | Modalità                  |
| -------- | -------------------- | --------------------- | ------------------------- |
| D        | Marcão               | Siviglia              | definitivo (12 milioni €) |
| C        | Emre Akbaba          | Adana Demirspor       | definitivo (500 mila €)   |
| A        | Mostafa Mohamed      | Nantes                | prestito (250 mila €)     |
| C        | Olimpiu Moruțan      | Pisa                  | prestito (150 mila €)     |
| D        | Valentine Ozornwafor | Charleroi             | definitivo (100 mila €)   |
| A        | Mbaye Diagne         | Fatih Karagümrük      | gratuito                  |
| C        | Aytaç Kara           | Kasımpaşa             | gratuito                  |
| A        | Jesse Sekidika       | Eyüpspor              | gratuito                  |
| A        | Ryan Babel           | Eyüpspor              | gratuito                  |
| A        | Ali Yavuz Kol        | Adana Demirspor       | gratuito                  |
| C        | Bartuğ Elmaz         | Olympique Marsiglia 2 | gratuito                  |
| D        | Ömer Bayram          | Eyüpspor              | gratuito                  |
| C        | Erkan Süer           | İskenderunspor 1967   | gratuito                  |
| A        | Selman Faruk Dibek   | 1461 Trabzon          | gratuito                  |
| D        | Alexandru Cicâldău   | Ittihad Kalba         | prestito                  |
| D        | Taylan Antalyalı     | Ankaragücü            | prestito                  |
| A        | Emre Kılınç          | Ankaragücü            | prestito                  |
| D        | Christian Luyindama  | Antalyaspor           | prestito                  |
| D        | Alpaslan Öztürk      | Eyüpspor              | prestito                  |
| A        | Oğulcan Çağlayan     | Giresunspor           | prestito                  |
| D        | Süleyman Luş         | Tuzlaspor             | prestito                  |
| P        | Batuhan Şen          | Fatih Karagümrük      | prestito                  |
| D        | Atalay Babacan       | Sarıyer               | prestito                  |
| C        | Abdussamed Karnuçu   | Tarsus                | prestito                  |
| P        | Berk Balaban         | İskenderunspor 1967   | prestito                  |
| D        | Kaan Arslan          | Sarıyer               | prestito                  |
| D        | Omar Elabdellaoui    |                       | svincolato                |
| A        | Sofiane Feghouli     |                       | svincolato                |
| D        | Semih Kaya           |                       | ritiro                    |
| A        | Arda Turan           |                       | svincolato                |
| P        | Fatih Öztürk         |                       | svincolato                |
| C        | Erick Pulgar         | Fiorentina            | fine prestito             |
| A        | Mostafa Mohamed      | Zamalek               | fine prestito             |
| P        | Iñaki Peña           | Barcellona            | fine prestito             |
| A        | Halil Dervişoğlu     | Brentford             | fine prestito             |

#### Sessione invernale
| Acquisti | Acquisti           | Acquisti    | Acquisti                  |
| R.       | Nome               | da          | Modalità                  |
| -------- | ------------------ | ----------- | ------------------------- |
| A        | Nicolò Zaniolo     | Roma        | definitivo (15 milioni €) |
| D        | Kaan Ayhan         | Sassuolo    | prestito (400 mila €)     |
| D        | Sam Adekugbe       | Hatayspor   | prestito                  |
| A        | Oğulcan Çağlayan   | Giresunspor | fine prestito             |
| C        | Abdussamed Karnuçu | Tarsus      | fine prestito             |

| Cessioni | Cessioni            | Cessioni   | Cessioni                 |
| R.       | Nome                | a          | Modalità                 |
| -------- | ------------------- | ---------- | ------------------------ |
| D        | Patrick van Aanholt | PSV        | prestito (1,5 milioni €) |
| P        | İsmail Çipe         | Boluspor   | gratuito                 |
| A        | Oğulcan Çağlayan    | Pendikspor | prestito                 |
| C        | Abdussamed Karnuçu  | Amed SK    | prestito                 |
| A        | Haris Seferović     | Benfica    | fine prestito            |
| D        | Metehan Baltacı     | Manisa     | prestito                 |

## Risultati

### Süper Lig

#### Girone di andata
| Arbitro: | Karaoğlan |

|  |           |           |
|  | Marcatori | 90’ Gomis |

| Arbitro: | Kadir Sağlam |

|  |           |                 |
|  | Marcatori | 76’ Borja Sainz |

| Arbitro: | Ali Şansalan |

|  |           |           |
|  | Marcatori | 86’ Gomis |

| Trabzon 28 agosto 2022, ore 21:45 UTC+3 4ª giornata | Trabzonspor   | 0 – 0 referto | Galatasaray | Medical Park Arena (34 803 spett.)\| Arbitro: \| Ali Palabıyık \| |
| Arbitro:                                            | Ali Palabıyık |               |             |                                                                   |

| Arbitro: | Yaşar Kemal Uğurlu |

|                                |           |           |
| Gomis 36’ Kitsiou 90+1’ (aut.) | Marcatori | 27’ Sagal |

| Arbitro: | Volkan Bayarslan |

|                           |           |                               |
| Bahoken 16’ Çiftpınar 90’ | Marcatori | 20’ Gomis 50’, 69’ Aktürkoğlu |

| Arbitro: | Abdulkadir Bitigen |

|                                 |           |            |
| S. Oliveira 1’ Calvo 82’ (aut.) | Marcatori | 15’ Çekiçi |

| Adana 1 ottobre 2022, ore 20:00 UTC+3 8ª giornata | Adana Demirspor | 0 – 0 referto | Galatasaray | Stadio nuovo di Adana (29 327 spett.)\| Arbitro: \| Umut Meler \| |
| Arbitro:                                          | Umut Meler      |               |             |                                                                   |

9ª giornata: Giornata di riposo
| Arbitro: | Arda Kardeşler |

|                          |           |            |
| Gavranović 22’ Bulut 34’ | Marcatori | 86’ Yılmaz |

| Arbitro: | Ali Palabıyık |

|                        |           |                         |
| Mertens 11’ Icardi 21’ | Marcatori | 68’ Balkovec 90+1’ Koka |

| Arbitro: | Bahattin Şimşek |

|  |           |                       |
|  | Marcatori | 60’ Taşdemir 85’ Mata |

| Arbitro: | Umut Meler |

|                 |           |                |
| Icardi 18’, 59’ | Marcatori | 28’ Cenk Tosun |

| Arbitro: | Atilla Karaoğlan |

|  |           |                                                                                               |
|  | Marcatori | 14’, 59’, 85’ Aktürkoğlu 45’ (rig.) Icardi 45+3’ (aut.) Ndayishimiye 66’ Mertens 88’ Bardakcı |

| Arbitro: | Abdulkadir Bitigen |

|                |           |           |
| Gomis 15’, 37’ | Marcatori | 82’ Yeşil |

| Arbitro: | Erkan Özdamar |

|               |           |                          |
| Yeşilyurt 80’ | Marcatori | 27’ Mertens 90+5’ Yılmaz |

| Arbitro: | Zorbay Küçük |

|                      |           |              |
| Yılmaz 16’ Gomis 30’ | Marcatori | 7’ Antalyalı |

| Arbitro: | Umut Meler |

|  |           |                                              |
|  | Marcatori | 32’ S. Oliveira 78’ Aktürkoğlu 90+10’ Icardi |

| Arbitro: | Kadir Sağlam |

|                                           |           |              |
| Aktürkoğlu 9’ Mata 45+4’, 45+6’ Gomis 76’ | Marcatori | 7’ Antalyalı |

#### Girone di ritorno
| Arbitro: | Kadir Sağlam |

|                                |           |                  |
| Icardi 50’ Floranus 59’ (aut.) | Marcatori | 55’ Luiz Adriano |

| Arbitro: | Bahattin Şimşek |

|  |           |                                                  |
|  | Marcatori | 45+3’ Mertens 60’ Dubois 88’ Rashica 90+5’ Akgün |

| Arbitro: | Cihan Aydın |

|                                     |           |                        |
| Bardakcı 32’ Icardi 60’ (rig.), 83’ | Marcatori | 11’ Nayir 39’ Gürbulak |

| Arbitro: | Umut Meler |

|                               |           |                |
| Mertens 18’ Icardi 53’ (rig.) | Marcatori | 11’ Maxi Gómez |

| Gaziantep 5 marzo 2023, ore 24ª giornata | Gaziantep | 0 – 3 (a tavolino) referto | Galatasaray | Gaziantep Stadium |

| Arbitro: | Atilla Karaoğlan |

|             |           |  |
| Zaniolo 57’ | Marcatori |  |

| Arbitro: | Zorbay Küçük |

|                        |           |             |
| Dikmen 62’ Ülgün 90+3’ | Marcatori | 31’ Rashica |

| Arbitro: | Ali Şansalan |

|                                  |           |  |
| Midtsjø 86’ Zaniolo 90+8’ (rig.) | Marcatori |  |

28ª giornata ⇒ Giornata di riposo
| Arbitro: | Mustafa Kürşad Filiz |

|                                                                       |           |  |
| Icardi 18’, 42’ (rig.), 45+12’ Rashica 24’ Aktürkoğlu 59’ Zaniolo 72’ | Marcatori |  |

| Arbitro: | Abdulkadir Bitigen |

|                   |           |                                                 |
| Karaca 16’ (rig.) | Marcatori | 14’ Bardakcı 42’ Icardi 48’ Mertens 63’ Rashica |

| Arbitro: | Volkan Bayarslan |

|                                                 |           |                            |
| Aktürkoğlu 3’ S. Oliveira 45+1’ (rig.) Boey 80’ | Marcatori | 18’ Diagne 26’, 31’ Borini |

| Arbitro: | Ali Şansalan |

|                                              |           |            |
| Saïss 35’ Hadžiahmetović 59’ Aboubakar 90+4’ | Marcatori | 20’ Icardi |

| Arbitro: | Umut Meler |

|                     |           |  |
| Icardi 45+7’ (rig.) | Marcatori |  |

| Arbitro: | Tugay Kaan Numanoğlu |

|  |           |                           |
|  | Marcatori | 45+11’ (rig.), 89’ Icardi |

| Arbitro: | Arda Kardeşler |

|                 |           |  |
| Icardi 13’, 63’ | Marcatori |  |

| Arbitro: | Volkan Bayarslan |

|            |           |                                           |
| Milson 16’ | Marcatori | 7’, 39’ Icardi 73’ Yılmaz 77’ S. Oliveira |

| Arbitro: | Abdulkadir Bitigen |

|                             |           |  |
| Zaniolo 28’, 79’ Icardi 71’ | Marcatori |  |

| Hatay 38ª giornata | Hatayspor | 0 – 3 (a tavolino) referto | Galatasaray | Stadio nuovo di Hatay |

### Coppa di Turchia
| Arbitro: | Yiğit Arslan |

|                                                                            |           |  |
| Rashica 27’, 56’ Seferović 39’ Gomis 53’ Ross 65’ Aktürkoğlu 74’ Akman 81’ | Marcatori |  |

| Arbitro: | Cihan Aydın |

|                         |           |                |
| Seferović 37’ Kutlu 79’ | Marcatori | 18’ Türkyılmaz |

| Arbitro: | Çağdaş Altay |

|           |           |  |
| Gomis 82’ | Marcatori |  |

| Arbitro: | Volkan Bayarslan |

|               |           |                         |
| Cavaleiro 67’ | Marcatori | 16’ Nelsson 38’ Mertens |

| Arbitro: | Kadir Sağlam |

|                      |           |                            |
| Ayhan 20’ Icardi 51’ | Marcatori | 12’, 66’ Szysz 30’ Aleksić |

## Statistiche

### Statistiche di squadra
| Competizione     | Punti       | In casa | In casa | In casa | In casa | In casa | In casa | In trasferta | In trasferta | In trasferta | In trasferta | In trasferta | In trasferta | Totale | Totale | Totale | Totale | Totale | Totale | DR  |
| Competizione     | Punti       | G       | V       | N       | P       | Gf      | Gs      | G            | V            | N            | P            | Gf           | Gs           | G      | V      | N      | P      | Gf     | Gs     | DR  |
| ---------------- | ----------- | ------- | ------- | ------- | ------- | ------- | ------- | ------------ | ------------ | ------------ | ------------ | ------------ | ------------ | ------ | ------ | ------ | ------ | ------ | ------ | --- |
| Süper Lig        | 88 Campione | 18      | 15      | 2       | 1       | 41      | 15      | 18           | 13           | 2            | 3            | 42           | 12           | 36     | 28     | 4      | 4      | 83     | 27     | +56 |
| Coppa di Turchia | -           | 4       | 3       | 0       | 1       | 12      | 4       | 1            | 1            | 0            | 0            | 2            | 1            | 5      | 4      | 0      | 1      | 14     | 5      | +9  |
| Totale           |             | 22      | 18      | 2       | 2       | 53      | 19      | 19           | 14           | 2            | 3            | 44           | 13           | 41     | 32     | 4      | 5      | 97     | 32     | +65 |

### Andamento in campionato
| Giornata  | 1 | 2  | 3 | 4 | 5 | 6 | 7 | 8 | 9 | 10 | 11 | 12 | 13 | 14 | 15 | 16 | 17 | 18 | 19 | 20 | 21 | 22 | 23 | 24 | 25 | 26 | 27 | 28 | 29 | 30 | 31 | 32 | 33 | 34 | 35 | 36 | 37 | 38 |
| --------- | - | -- | - | - | - | - | - | - | - | -- | -- | -- | -- | -- | -- | -- | -- | -- | -- | -- | -- | -- | -- | -- | -- | -- | -- | -- | -- | -- | -- | -- | -- | -- | -- | -- | -- | -- |
| Luogo     | T | C  | T | T | C | T | C | T | - | T  | C  | T  | C  | T  | C  | T  | C  | T  | C  | C  | T  | C  | C  | T  | C  | T  | C  | -  | C  | T  | C  | T  | C  | T  | C  | T  | C  | T  |
| Risultato | V | P  | V | N | V | V | V | N | - | P  | N  | V  | V  | V  | V  | V  | V  | V  | V  | V  | V  | V  | V  | V  | V  | P  | V  | -  | V  | V  | N  | P  | V  | V  | V  | V  | V  | V  |
| Posizione | 5 | 10 | 8 | 7 | 7 | 5 | 2 | 4 | 6 | 7  | 8  | 5  | 3  | 2  | 1  | 1  | 1  | 1  | 1  | 1  | 1  | 1  | 1  | 1  | 1  | 1  | 1  | 1  | 1  | 1  | 1  | 1  | 1  | 1  | 1  | 1  | 1  | 1  |

Legenda:

Luogo: C = Casa; T = Trasferta. Risultato: V = Vittoria; N = Pareggio; P = Sconfitta.